# 백상기 (무술가)
백상기(1929년 8월 21일 ~ 2009년 7월 12일)는 한국 무술가이자, 사상관(네 가지 자연 요소: 공기, 흙, 불, 물)이라고 하는 권법 시스템의 창시자이다. 백생가는 윤병인에게 검은띠를 처음으로 받은 제자 중 한 명이다. 백상기의 사상 체계는 그가 윤병인 밑에서 숙달한 권법을 바탕으로 만들어졌으며 윤병인과 김기황의 슈도칸 가라테 요소를 포함시켰다. 또한 효과적인 발차기 기술 훈련에 대한 연구로 시스템을 완성했다. 그는 네 가지 자연 요소를 각각 상징하는 네 가지 기본 형태를 만들었고 또한 시스템 고유의 엄격한 철학을 개발하고 일상 생활에 적용하고자 했다.

## 같이 보기
- 한국 무술